# Ginnastica ai Giochi della V Olimpiade - Concorso a squadre maschile
La competizione del concorso a squadre maschile di Ginnastica artistica dei Giochi della V Olimpiade si tenne l'11 luglio 1912 allo Stadio Olimpico di Stoccolma.

## Formato
Le squadre erano composte da 16-40 ginnasti che eseguivano gli esercizi simultaneamente. Il limite di tempo era di 1 ora, comprese le marce di ingresso e di uscita. Cinque giudici assegnavano un punteggio valutando le prove sugli esercizi di corpo libero e su attrezzi (sbarra, parallele e cavallo con maniglie).

## Classifica finale
| Pos.    | Nazione     | Ginnasti | Punteggi parziali | Punteggi parziali | Punteggi parziali | Punteggi parziali    | Punteggi parziali | Totale | Media Totale |
| Pos.    | Nazione     | Ginnasti | Liberi Ingresso   | Sbarra            | Parallele         | Cavallo con Maniglie | Liberi Uscita     | Totale | Media Totale |
| ------- | ----------- | --- | ----------------- | ----------------- | ----------------- | -------------------- | ----------------- | ------ | ------------ |
| Oro     | Italia      | Pietro Bianchi Guido Boni Alberto Braglia Giuseppe Domenichelli Carlo Fregosi Alfredo Gollini Francesco Loi Luigi Maiocco Giovanni Mangiante Renzo Mangiante Serafino Mazzarocchi Guido Romano Paolo Salvi Luciano Savorini Adolfo Tunesi Giorgio Zampori Umberto Zanolini Angelo Zorzi                                          | 51,75             | 54,25             | 55,75             | 55,50                | 48,50             | 265,75 | 53,15        |
| Argento | Ungheria    | József Berkes Imre Erdődy Samu Fóti Imre Gellért Győző Halmos Ottó Hellmich István Herczeg József Keresztessy Lajos Aradi János Krizmanich Elemér Pászti Árpád Pédery Jenő Reti Ferenc Szűts Ödön Téry Géza Tuli | 48,75             | 41,75             | 44,25             | 49,00                | 43,50             | 227,25 | 45,45        |
| Bronzo  | Regno Unito | Albert Betts William Cowhig Sidney Cross Harry Dickason Bert Drury Bernard Franklin Len Hanson Sam Hodgetts Charles Luck William MacKune Ronald McLean Alfred Messenger Henry Oberholzer Ted Pepper Edward Potts Reginald Potts George Ross Charles Simmons Arthur Southern William Titt Charles Vigurs Sam Walker John Whitaker | 41,00             | 40,25             | 39,75             | 39,00                | 24,50             | 184,50 | 36,90        |
| 4       | Lussemburgo | Nic Adam Charles Behm André Bordang Michel Hemmerling François Hentges Pierre Hentges Jean-Baptiste Horn Nicolas Kannive Nic Kummer Marcel Langsam Émile Lanners Jean-Pierre Thommes François Wagner Antoine Wehrer Ferd Wirtz Jos Zuang                                                                                         | 32,50             | 34,00             | 36,25             | 37,75                | 39,25             | 179,75 | 35,95        |
| 5       | Germania    | Wilhelm Brülle Erwin Buder Walter Engelmann Arno Glockauer Walter Jesinghaus Karl Jordan Rudolf Körner Heinrich Pahner Kurt Reichenbach Johannes Reuschle Karl Richter Hans Roth Adolf Seebaß Eberhard Sorge Alexander Sperling Alfred Staats Hans Werner Erich Worm                                                             | 33,75             | 35,75             | 34,50             | 30,50                | 27,50             | 162,00 | 32,40        |